# Хортицький провулок (Київ)
Хо́ртицький прову́лок — провулок у Голосіївському районі міста Києва, селище Мишоловка. Пролягає від Ягідної вулиці до тупика.

## Історія
Провулок виник у середині XX століття під назвою 151-ша Нова вулиця, з 1944 року — провулок Кропивницького. Сучасна назва — з 1958 року.